# Heinrich Eduard Jacob
Heinrich Eduard Jacob, född 7 oktober 1889, död 25 oktober 1967, var en tysk författare.

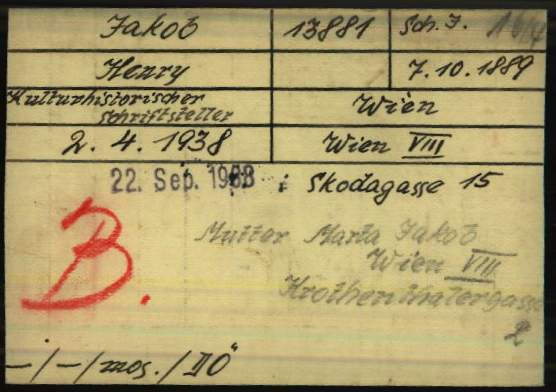
Registreringskort av Heinrich Eduard Jacob som fånge i det nazistiska koncentrationslägret i Dachau

Jacob slog igenom 1918 med romanen Der Zwanzigjährige som träffsäkert tecknar den generation, som fick krigets facit till sin arbeten och hävdade sedan under mellankrigstiden sin ställning som ledare för den nyorientering i ämnessfär och psykologisk metod, som skedde efter första världskriget. Hans egen diktning, som omfattade romener, noveller och skådespel, kännetecknades av sträng form och sällsynt skärpa i karaktäristiken.